# Mark Hunt (cầu thủ bóng đá)
Mark Geoffrey Hunt (sinh ngày 5 tháng 10 năm 1969) là một cựu cầu thủ bóng đá chuyên nghiệp người Anh thi đấu ở Football League, ở vị trí tiền đạo.